# Szürkehasú bülbül
A szürkehasú bülbül (Pycnonotus cyaniventris) a madarak osztályának verébalakúak (Passeriformes) rendjébe, a bülbülfélék (Pycnonotidae) családjába tartozó faj.
A magyar név forrással nincs megerősítve, lehet, hogy az angol név tükörfordítása (Grey-bellied Bulbul).

## Előfordulása
Brunei, Indonézia, Malajzia, Mianmar, Szingapúr és Thaiföld területén honos. Erdők és ültetvények lakója.

## Alfajai
- Pycnonotus cyaniventris cyaniventris
- Pycnonotus cyaniventris paroticalis